# حي مدينة الثورة (صنعاء)

تعديل مصدري - تعديل

حي مدينة الثورة أحد أحياء مديرية الثورة في مدينة صنعاء اليمنية، بلغ عدد سكانه 7597 نسمة عام 2004.

## الحارات
| الحارة             | عدد المساكن | عدد الأسر | الذكور | الأناث | الإجمالي |
| ------------------ | ----------- | --------- | ------ | ------ | -------- |
| حارة الشهيد الكبسي | 330         | 316       | 1203   | 1038   | 2241     |
| حارة حديقة الثورة  | 388         | 372       | 1481   | 1240   | 2721     |
| حارة الطوقي        | 451         | 430       | 1402   | 1233   | 2635     |
| الإجمالي           | 1169        | 1118      | 4086   | 3511   | 7597     |